# 1334 (numero)
Milletrecentotrentaquattro (1334) è il numero naturale dopo il 1333 e prima del 1335.

## Proprietà matematiche
- È un numero pari.
- È un numero composto da 8 divisori: 1, 2, 23, 29, 46, 58, 667, 1334. Poiché la somma dei suoi divisori (escluso se stesso) è 826 < 1334, è un numero difettivo.

## Astronomia
- 1334 Palach è un asteroide della fascia principale del sistema solare.

## Astronautica
- Wikimedia Commons contiene immagini o altri file su 1334